# Barbara Czekalla
Barbara Czekalla (ur. 7 listopada 1951 w Caputh, w gminie Schwielowsee) – niemiecka siatkarka, medalistka igrzysk olimpijskich, trzykrotna medalistka mistrzostw Europy.

## Życiorys
Czekalla urodziła się w Caputh koło Poczdamu. Jej ojciec był śpiewakiem operowym. Swoją przygodę ze sportem zaczynała od lekkoatletyki, następnie grała w piłkę ręczną i siatkówkę. W 1968 przeniosła się z klubu Dynamo Gera Süd do SC Dynamo Berlin. Uczęszczała do sportowej szkoły Sportforum Hohenschönhausen w Alt-Hohenschönhausen, którą ukończyła w 1971. Od 1972, z przerwami była kapitanem reprezentacji Niemiec Wschodnich. Uczestniczyła w igrzyskach olimpijskich 1976 w Montrealu. Zagrała we wszystkich trzech meczach fazy grupowej, wygranym pojedynku o miejsca od 5. do 8. z Peru oraz w przegranym meczu o 5. miejsce z Kubą. Wystąpiła na igrzyskach olimpijskich 1980 w Moskwie. Zagrała wówczas we wszystkich trzech meczach fazy grupowej, wygranym półfinale z Bułgarią oraz w przegranym finale ze Związkiem Radzieckim.
Z reprezentacją zajęła czwarte miejsce w  Pucharze Świata 1974. Trzykrotnie zdobywała medale mistrzostw Europy; brąz w 1975 w Jugosławii oraz dwukrotnie srebro – w 1977 w Finlandii i w 1979 we Francji. W 1981 zakończyła sportową karierę po przejściu kontuzji uniemożliwiających profesjonalną grę. Łącznie w reprezentacji zagrała 229 meczów.
W klubie SC Dynamo Berlin rozegrała 250 meczów. Zdobywała z nim sześciokrotnie mistrzostwo NRD w latach 1972–1975 i 1978–1979 oraz tryumfowała w Pucharze Europy Zdobywczyń Pucharów 1977/1978. Po zakończeniu kariery pracowała w zarządzie klubu do 1991. Od 2009 przez dwa lata była trenerką drużyny Berliner Volleyballverband. Obecnie mieszka w Gerze. Jej bracia również byli związani ze sportem. Michael był trenerem w klubie piłkarskim 1. FC Union Berlin, Andreas sędzią piłkarskim, a Thomas jest nauczycielem wychowania fizycznego w gimnazjum w Gerze.